# Gliese 1002 b
Gliese 1002 b (GJ 1002 b) è un pianeta extrasolare che orbita attorno alla nana rossa Gliese 1002, distante 16 anni luce dal sistema solare. È stato scoperto nel 2022 con il metodo della velocità radiale assieme ad un altro pianeta, Gliese 1002 c; è situato nella zona abitabile del sistema, e potrebbe avere quindi le condizioni adatte per sostenere acqua liquida sulla sua superficie.

## Scoperta
La scoperta è stata annunciata nel dicembre 2022 da un gruppo di astronomi guidato da Alejandro Suárez Mascareño, dopo diverse misurazioni sulla variazione della velocità radiale della stella effettuate con gli spettrografi ESPRESSO, montato sul Very Large Telescope all'osservatorio del Paranal in Cile, e CARMENES, installato sul telescopio da 3,5 metri dell'osservatorio di Calar Alto, in Spagna.

## Caratteristiche
Gliese 1002 b è un pianeta terrestre, la sua massa minima è dell'8% superiore a quella terrestre, e nonostante non sia noto il raggio, probabilmente è anch'esso paragonabile a quello della Terra. Orbita a 0,0457 UA (6,8 milioni di chilometri) dalla stella madre, una piccola e fredda nana rossa di tipo spettrale M5.5, in un periodo di 10,35 giorni. 

### Abitabilità
A quella distanza dalla stella riceve il 67% della radiazione che riceve la Terra dal Sole, e la sua temperatura di equilibrio è di 231 K secondo il team che ha annunciato la scoperta, e di 261 K secondo il Planetary Habitability Laboratory dell'Università di Porto Rico ad Arecibo, in ogni caso non molto diversa dalla temperatura di equilibrio della Terra (255 K).
Data la distanza dalla stella il pianeta è certamente in rotazione sincrona, ovvero volge sempre lo stesso emisfero verso la stella. Uno dei fattori più negativi sull'abitabilità planetaria di un pianeta attorno alle nane rosse più fredde, è l'instabilità che questi piccoli astri mostrano nella fase iniziale della loro esistenza, che si manifestano con l'emissione di frequenti e intensi brillamenti in grado di spogliare i pianeti delle loro atmosfere.
Gliese 1002 appare ormai una stella tranquilla, il telescopio spaziale TESS durante il periodo di osservazioni non ha registrato nessun brillamento, anche se si pensa che sia necessaria una certa quantità di radiazione ultravioletta per sviluppare molecole prebiotiche tramite processi fotochimici. Ciò si sarebbe potuto verificare all'inizio della vita della stella, quando flare sufficientemente intensi avrebbero potuto dar inizio a quei processi fotochimici necessari per l'evoluzione prebiotica, mentre in seguito l'attenuarsi dell'attività stellare avrebbe preservato e favorito l'evoluzione di eventuali forme di vita già sviluppatesi.